# Lịch sử bóng chày

Bóng chày tại Ai Cập cổ đại

Nguồn gốc của môn bóng chày là một điều vẫn còn nghi ngờ và chưa ai dám chắc chắn. Người ta đã tìm được dấu vết của một môn thể thao chơi ở Ai Cập cổ đại sử dụng chày và bóng và một trái banh có hình dạng tương đương banh bóng chày có niên đại hơn 2000 năm tuổi hiện nay đang được trưng bày tại Bảo tàng Anh quốc tại London.
Những trò chơi khiến chúng ta liên tưởng đến môn bóng chày đã từng xuất hiện ở Walacchia - ngày nay là một phần của Rumani, (Oina: 2 liên bang ở Moldova và Rumani, là những nơi vẫn còn chơi trò chơi đó ở Châu Âu) và Nga (Lapta) trong thế kỷ 14. Trò chơi với chày và bóng đã từng rất phổ biến trong giới tu sĩ ở Pháp trong năm 1330. Trong cùng thời gian, một bài thơ của William Pagula đề cập đến một trò chơi tên là Stoolball, ban đầu được chơi bởi những người vắt sữa, người ta sử dụng milking stools (cái ghế vắt sữa có 3 chân và cũng có nghĩa là ba cái cọc đặt phía sau batter trong môn wickets) giống như môn wickets. Ở Đức người ta cũng từng rất thích một trò chơi có tên là Schlagball (Một đội chơi gồm 12 người), mà người vẫn còn chơi ở khu vực Kiel, tổ chức một vài giải đấu một năm.

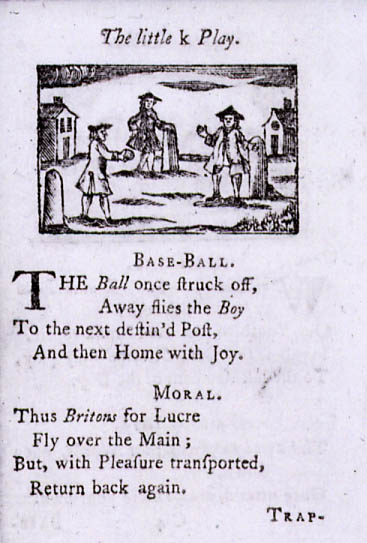
A Little pretty pocket book

Có một số ít bằng chứng cho thấy bóng chày xuất phát từ môn Rounders. Trên thực tế, đó chỉ là bằng chứng của một trò chơi cải tiến từ môn Rounders (Trò chơi này trong đó, bạn sử dụng posts (các cây cọc dùng để đánh dấu chốt chạy cho runner) mà không cần có các base và người tấn công có thể chạy mà không cần đánh trúng bóng) được chơi tại Mỹ trong thế kỷ 19 và được gọi là Town Ball. Trong bất cứ trường hợp nào, sự liên hệ lịch sử tới môn Rounders (Vẫn còn được chơi tại các quần đảo thuộc Anh và theo luật của "Hiệp hội Gaelic Athletic " (www.gaa.ie) cùng với Gaelic football và Hurling) là vào năm 1744 và xuất hiện trong một cuốn sách cho trẻ em in bởi nhà xuất bản Anh John Newbery và đặt tên là "A little pretty pocket book". Cuốn sách vẫn chứa các vần thơ gây nhầm lẫn giữa bóng chày và Rounders.
Có vẻ như bóng chày và Rounders chia sẻ cùng xuất xứ với Cricket, một trò chơi được các mục đồng vùng Flemish (krick trong ngôn ngữ của họ có nghĩa là chày hoặc gậy) mang tới nước Anh trong thế kỷ 14, nhưng đã trở thành một môn thể thao có tổ chức trong thế kỷ 17.
Mặt khác, có bằng chứng rõ ràng rằng trong thế kỷ 18, một trò chơi được gọi là Bóng chày đã được chơi ở Anh. Trong "Northanger Abbey" (Một cuốn sách đã được xuất bản năm 1818, nhưng đã được viết từ năm 1790), tác giả người Anh Jane Austen mô tả nhân vật Catherine Morlan như là một người phụ nữ thích môn cricket, bóng chày. Tác giả người Đức Johann Gutsmuth đã viết vào năm 1796 một cuốn sách về những thú tiêu khiển phổ biến, trong đó ông đề cập đến một trò chơi có tên gọi tiếng Anh là Baseball.
Điều này là không đủ để kết luận rằng các trò chơi chúng ta biết ngày hôm nay như bóng chày là một trò chơi xuất phát từ Anh. Trên thực tế, có một trò chơi có tên tiếng Anh là Baseball (www.britishbaseballassociation.co.uk). Trò chơi đó hiện vẫn còn được chơi ở xứ Wales, luật chơi gồm có 11 cầu thủ trên sân và không có người ném bóng, nhưng lại có bowler (người phát bóng) như trong môn Cricket. Mỗi đội chơi 2 hiệp và một hiệp hoàn thành khi tất cả 11 cầu thủ có cơ hội đánh bóng. Người chạy có điểm cho mỗi lần chiếm chốt.

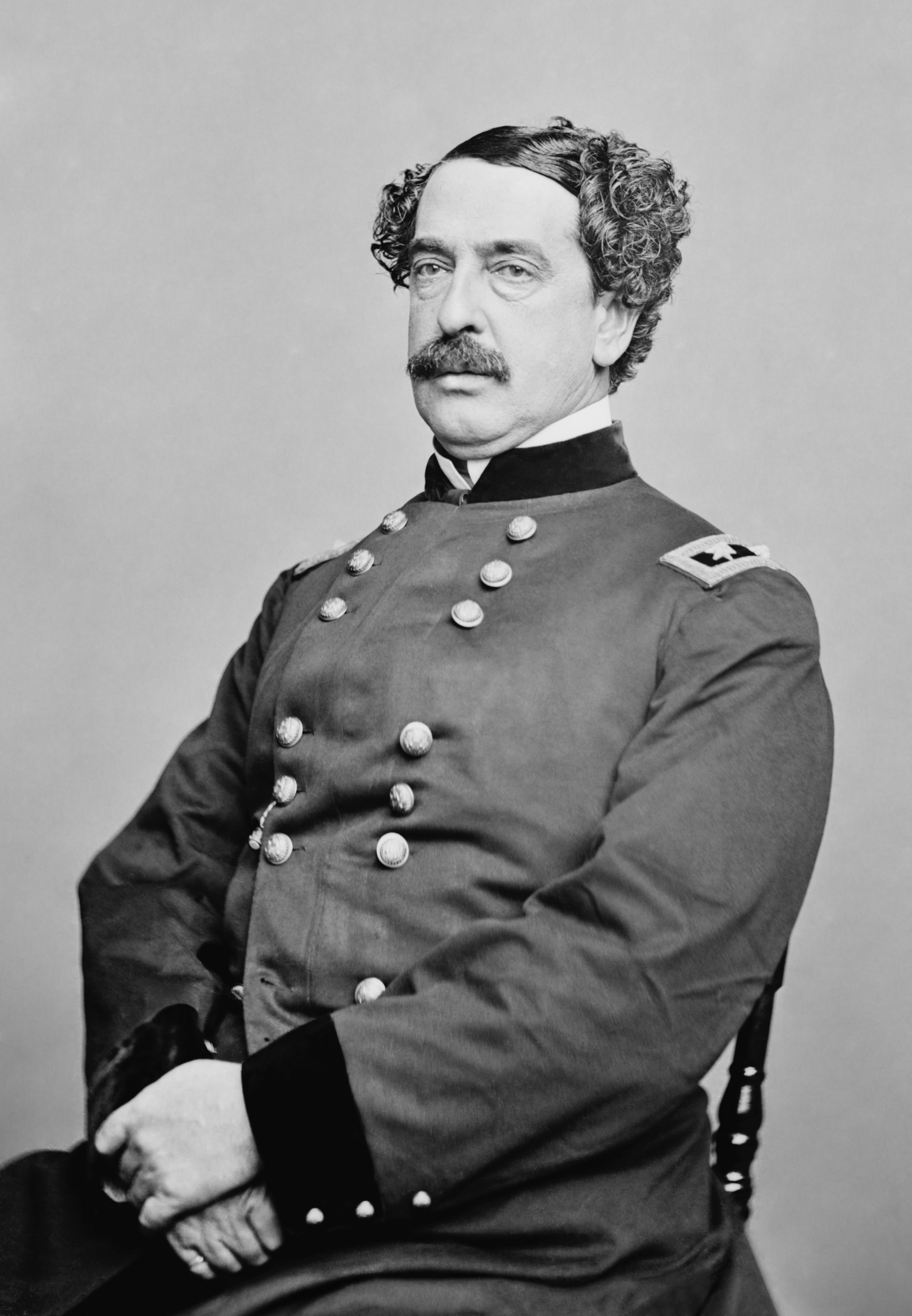
Abner Doubleday

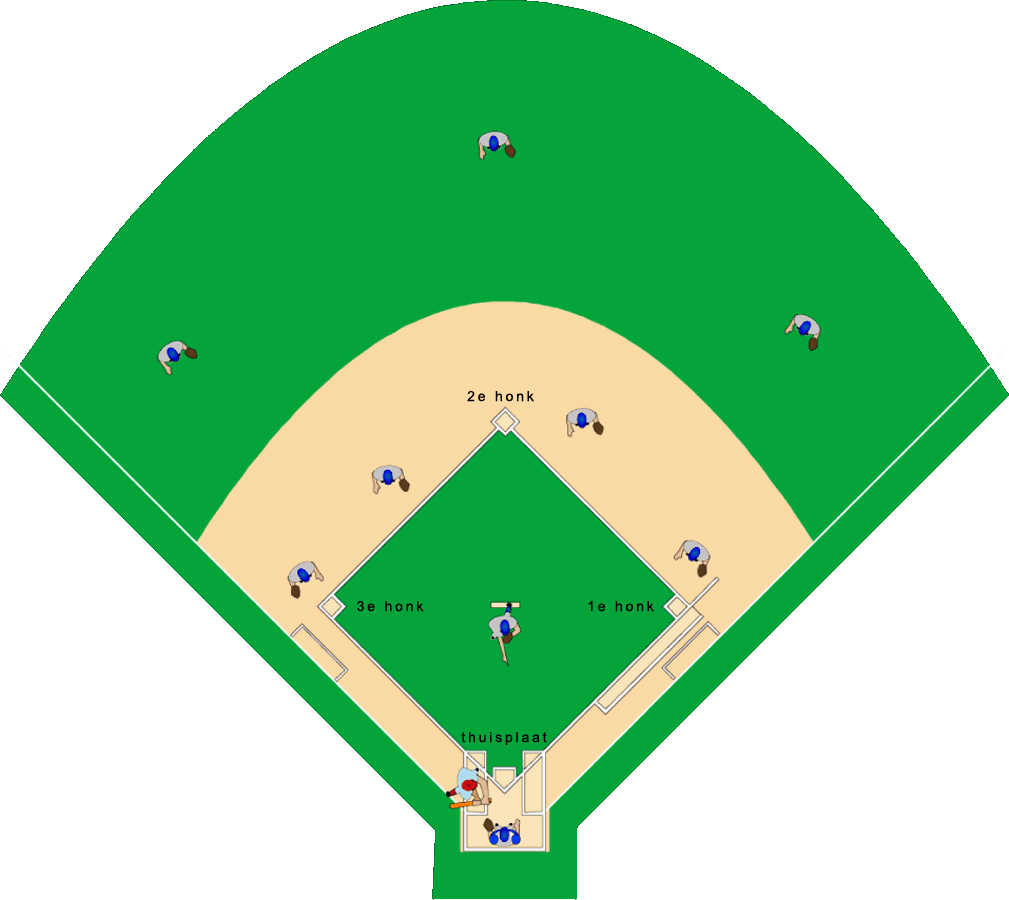
Sân bóng chày hình kim cương

Việc gì đến cũng phải đến, vào cuối thế kỷ 18, khi các trò chơi đến các thuộc địa. Al Spalding, một cựu Pitcher và là 1 nhà sản xuất dụng cụ thể thao nổi tiếng trên thế giới, đã kiếm được một câu chuyện hoàn hảo về nguồn gốc bóng chày: một người đàn ông tên là Abner Doubleday (một sĩ quan quân đội, một anh hùng trong cuộc chiến tranh Seminoles và là một vị tướng trong cuộc Nội chiến Hoa Kỳ) đã phát minh trò chơi bóng chày vào năm 1839 trong một thành phố được gọi là Cooperstown, một trong những thành phố đầu tiên ở Hoa Kỳ dành riêng cho người bản xứ. Một câu chuyện quá hoàn hảo và Doubleday đã không tự mình tuyên bố.

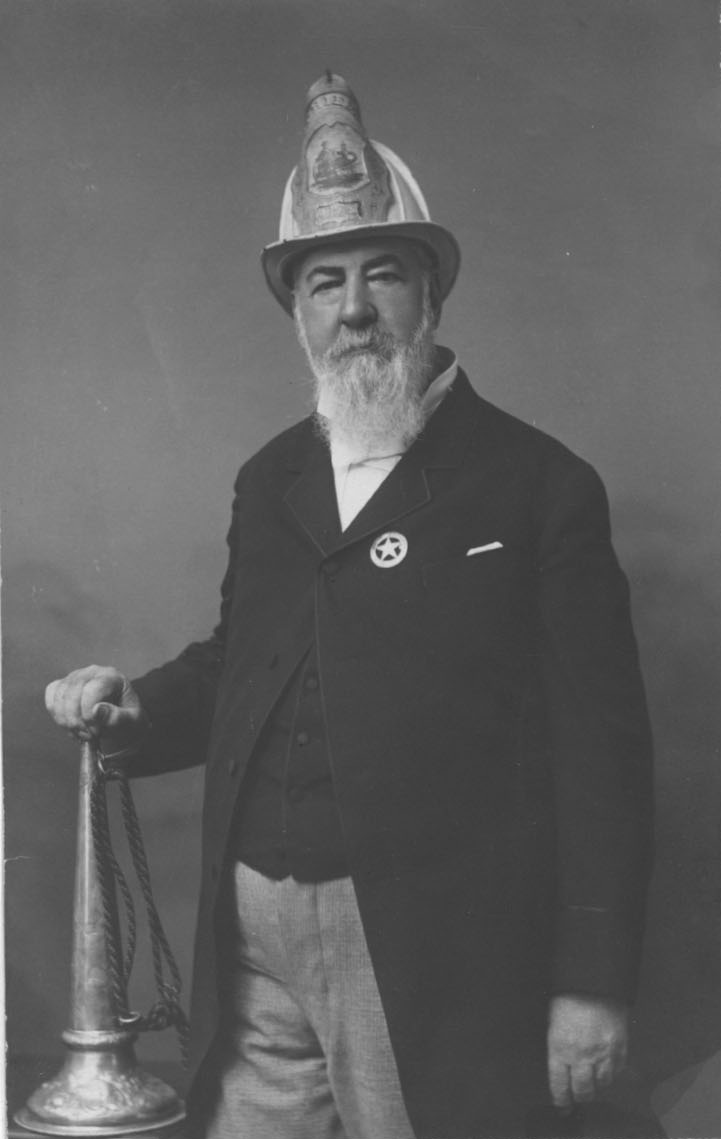
Alexander Cartwright

Việc Doubleday phát minh ra môn bóng chày có lẽ là cơ sở xác thực nhất về nguồn gốc của việc phát minh ra bóng chày, nhưng có một số ít nghi ngờ rằng ông chỉ là người đóng góp trong ý tưởng của việc phát minh ra sân bóng chày (hoặc hình dạng kim cương của nó) như chúng ta đã biết hiện nay. Mặc khác người viết ra luật bóng chày lại là một người bán sách ở New York tên là Alexander Cartwright, ông đã sáng lập một đội bóng tên là The Knickerbockers vào năm 1839, viết các luật bóng chày vào năm 1845 (Quốc hội Mỹ đã thông qua vào năm 1953) và tổ chức các trận đấu đầu tiên tại Hoa Kỳ vào ngày 19 tháng 6 năm 1846 tại Hoboken, New Jersey. Mặc dù vậy, các trận đấu bóng chày đầu tiên không phải là ở Bắc Mỹ. Các trận đấu đầu tiên của bóng chày ở Châu Mỹ bắt đầu từ tháng 6 năm 1838 và là ở Ontario, Canada.
Cũng trong năm đó, bóng chày đã trở thành môn thể thao chuyên nghiệp đầu tiên. Năm 1850, "Hiệp hội quốc gia của các cầu thủ bóng chày" (NABBP) được sinh ra, the National League (liên đoàn bóng chày quốc gia) được thành lập và thi đấu vào năm 1876.
Mỹ đã cố gắng để biến nó thành trò chơi phổ biến trên toàn thế giới. Năm 1878, một cầu thủ chuyên nghiệp tên là Esteban Bellan đã giới thiệu trò chơi này ở Cuba (Phổ biến bóng chày ở toàn bộ vùng biển Caribbean) và năm 1870 chày và bóng đến Nhật Bản (từ đó nhanh chóng đến Triều Tiên và Đài Loan) nhờ Horace Wilson. Bóng chày đã được chơi tại Úc, New Zealand và Nam Thái Bình Dương vào năm 1888 và 1889. Trong tháng 2 năm 1889 một tour du lịch do Albert Spalding tổ chức đã mang trò chơi này đến Ý. Một giải vô địch đã được tổ chức ở Anh vào cuối thế kỷ 18.
Trò chơi thực sự được quốc tế hóa trong thế kỷ 20. Vào năm 1903 tại Hoa Kỳ the American League (Liên đoàn bóng chày Mỹ) bắt đầu thi đấu với the National League trong giải World Series. Baseball Leagues (có thể hiểu là các giải đấu bóng chày) bắt đầu được tổ chức lan rộng trên toàn thế giới: năm 1922 ở Hà Lan, 1934 tại Úc, 1936 tại Nhật Bản, 1938 ở Puertorico, 1945 tại Venezuela và México, năm 1948 tại Ý.